# Tourmignies
Tourmignies é uma comuna francesa na região administrativa de Altos da França, no departamento do Norte. Estende-se por uma área de 2.03 km². Em 2010 a comuna tinha 909 habitantes (densidade: 447,8 hab./km²).